# Sibelius (logiciel)
Pour les articles homonymes, voir Sibelius.
Sibelius est un logiciel d'édition de partitions musicales développé par la société Avid Technology, pour Microsoft Windows et Mac OS X.
Sibelius est reconnu, avec Finale, comme l’un des standards des logiciels d’édition musicale de qualité professionnelle.
La dernière version du logiciel est sortie le 22 novembre 2022.

## Étymologie
Le nom du logiciel provient du compositeur éponyme Jean Sibelius.